# 一言多十
一言 多十（ひとこと たじゅう、1921年5月1日 - 2010年4月16日）は、静岡県六合村（現：島田市）出身のプロ野球選手（投手、外野手）。

## 来歴・人物
島田商業学校時代、1937年春・夏、1938年春は外野手として、1939年春からはエースとして4季連続、計7回甲子園に出場。1940年夏準優勝。夏の大会では1939年の準決勝、1940年の決勝で2年続けて、嶋清一・真田重蔵のエースを擁した和歌山県の海草中学校の前に惜しくも涙をのんだ。1940年選抜では2回戦で対戦し、5-4で勝利している。
1941年専修大学へ進学。五大学リーグでは1年春のリーグ戦からエースとしてノーヒットノーランを記録するなど活躍したが、1943年戦争のためリーグ戦が中止。学徒出陣した。1945年に海軍特攻艇に配属されたものの出陣しないまま、千葉の小湊で終戦を迎えた。
兵役から帰還後は静岡県島田市の実家に戻っていたが、新球団・セネタースのマネージャー・横沢四郎の勧誘を受けて入団。11月に大宮の合宿所に移るが、まもなく合宿所にやってきた大下弘・貫井丞治と意気投合。12月に行われた大下と貫井の妹との婚約祝宴に、セネタース関係者として唯一出席している。
1946年は、セネタース（現・北海道日本ハムファイターズ）としての初戦となった4月27日の読売ジャイアンツ戦で開幕投手を任されたが、敗戦投手となった。この試合は自身だけでなく捕手の熊耳武彦にとっても初出場となる試合で、初出場選手同士が先発でバッテリーを組むことになった。4月29日の対中部日本戦（後楽園球場）では当時日本プロ野球歴代2位の13与四死球を記録するものの、中部日本の4併殺打もあって野手の失策の1失点にとどめ、6対1（自責点0）で完投勝利をおさめた。この記録は、1994年7月1日、野茂英雄が西武ライオンズ戦で16与四球完投勝利を挙げるまで、最多与四球勝利投手のプロ野球記録だった。同年はシーズン6勝を挙げる傍ら、外野手としても88試合出場で規定打席に到達。打率.232（リーグ36位）、22打点、18盗塁をマークした。
球団名が東急フライヤーズと改称された翌1947年も投手として13試合に登板しながら、109試合で外野守備に就いて規定打席の330打席を超える469打席に立ち、2年連続で規定打席に到達。しかし、打撃は得意ではなく、同年の打率.179は規定打席到達者49人中48位であった（最下位は金星スターズの辻功捕手が記録した.154）。
1948年に引退、社会人野球の新田建設に転じた。1950年に阪急ブレーブスで1年だけプロ復帰している。
再度の引退後は社会人野球の石川島重工業にて選手、監督を務めた。2010年4月16日、埼玉県さいたま市で死去。88歳。
姓の「一言」は茨城県の一言神社から。下の名の「多十」は「一を聞いて十を知る」という意味で父親が命名した。宇佐美徹也著の「日本プロ野球記録大鑑」では「日本プロ野球5指に入る変わった名前の選手」として挙げられている。

## 詳細情報

### 年度別投手成績
| 年 度     | 球 団                | 登 板 | 先 発 | 完 投 | 完 封 | 無 四 球 | 勝 利 | 敗 戦 | セ 丨 ブ | ホ 丨 ル ド | 勝 率 | 打 者 | 投 球 回 | 被 安 打 | 被 本 塁 打 | 与 四 球 | 敬 遠 | 与 死 球 | 奪 三 振 | 暴 投 | ボ 丨 ク | 失 点 | 自 責 点 | 防 御 率 | W H I P |
| --------- | -------------------- | ----- | ----- | ----- | ----- | -------- | ----- | ----- | -------- | ----------- | ----- | ----- | -------- | -------- | ----------- | -------- | ----- | -------- | -------- | ----- | -------- | ----- | -------- | -------- | ------- |
| 1946      | セネタース 東急 急映 | 25    | 23    | 11    | 0     | 0        | 6     | 13    | --       | --          | .316  | 690   | 149.0    | 155      | 2           | 108      | --    | 6        | 49       | 3     | 0        | 91    | 78       | 4.71     | 1.77    |
| 1947      | セネタース 東急 急映 | 13    | 13    | 8     | 0     | 1        | 3     | 7     | --       | --          | .300  | 460   | 105.0    | 99       | 3           | 48       | --    | 4        | 22       | 2     | 0        | 50    | 33       | 2.83     | 1.40    |
| 1948      | セネタース 東急 急映 | 14    | 10    | 0     | 0     | 0        | 1     | 3     | --       | --          | .250  | 237   | 53.0     | 66       | 6           | 20       | --    | 1        | 15       | 0     | 0        | 38    | 33       | 5.60     | 1.62    |
| 1950      | 阪急                 | 16    | 6     | 0     | 0     | 0        | 1     | 5     | --       | --          | .167  | 212   | 43.2     | 63       | 4           | 17       | --    | 1        | 13       | 1     | 0        | 39    | 28       | 5.73     | 1.83    |
| 通算：4年 | 通算：4年            | 68    | 52    | 19    | 0     | 1        | 11    | 28    | --       | --          | .282  | 1599  | 350.2    | 383      | 15          | 193      | --    | 12       | 99       | 6     | 0        | 218   | 172      | 4.41     | 1.64    |

- セネタースは、1947年に東急（東急フライヤーズ）に、1948年に急映（急映フライヤーズ）に球団名を変更

### 年度別打撃成績
| 年 度     | 球 団                | 試 合 | 打 席 | 打 数 | 得 点 | 安 打 | 二 塁 打 | 三 塁 打 | 本 塁 打 | 塁 打 | 打 点 | 盗 塁 | 盗 塁 死 | 犠 打 | 犠 飛 | 四 球 | 敬 遠 | 死 球 | 三 振 | 併 殺 打 | 打 率 | 出 塁 率 | 長 打 率 | O P S |
| --------- | -------------------- | ----- | ----- | ----- | ----- | ----- | -------- | -------- | -------- | ----- | ----- | ----- | -------- | ----- | ----- | ----- | ----- | ----- | ----- | -------- | ----- | -------- | -------- | ----- |
| 1946      | セネタース 東急 急映 | 101   | 406   | 332   | 49    | 77    | 7        | 4        | 0        | 92    | 22    | 18    | 10       | 3     | --    | 70    | --    | 1     | 49    | --       | .232  | .367     | .277     | .644  |
| 1947      | セネタース 東急 急映 | 117   | 469   | 419   | 39    | 75    | 7        | 3        | 1        | 91    | 21    | 5     | 3        | 3     | --    | 41    | --    | 6     | 46    | --       | .179  | .262     | .217     | .479  |
| 1948      | セネタース 東急 急映 | 25    | 34    | 31    | 2     | 4     | 0        | 0        | 0        | 4     | 2     | 0     | 3        | 0     | --    | 3     | --    | 0     | 2     | --       | .129  | .206     | .129     | .335  |
| 1950      | 阪急                 | 30    | 46    | 41    | 5     | 7     | 0        | 0        | 1        | 10    | 6     | 2     | 0        | 1     | --    | 4     | --    | 0     | 5     | 1        | .171  | .244     | .244     | .488  |
| 通算：4年 | 通算：4年            | 273   | 955   | 823   | 95    | 163   | 14       | 7        | 2        | 197   | 51    | 25    | 16       | 7     | --    | 118   | --    | 7     | 102   | 1        | .198  | .304     | .239     | .543  |

- セネタースは、1947年に東急（東急フライヤーズ）に、1948年急映（急映フライヤーズ）に球団名を変更

### 記録
初記録
投手記録
- 初登板、初先発登板：1946年4月27日、対読売ジャイアンツ戦[8]

### 背番号
- 5（1946年 - 1947年）
- 16（1948年）
- 15（1950年）